# استری دو کاردوس
استری دو کاردوس (به اسپانیایی: Esterri de Cardós) یک منطقهٔ مسکونی در اسپانیا است که در پالارس سوبیرا واقع شده‌است. استری دو کاردوس ۱۶٫۶ کیلومتر مربع مساحت دارد.